# Meghan (księżna Sussexu)
Meghan, księżna Sussexu (ur. 4 sierpnia 1981 w Los Angeles jako Rachel Meghan Markle) – amerykańska aktorka, od 2018 członkini brytyjskiej rodziny królewskiej jako żona Henryka, księcia Sussexu.
W 2003 ukończyła Northwestern University School of Communication w Evanston na kierunkach teatr i studia międzynarodowe.
W 2011 poślubiła Trevera Engelsona, z którym rozwiodła się w 2013. W 2018 wyszła za Henryka (księcia Sussex), z którym ma dwoje dzieci: Archiego (ur. 2019) i Lilibet (ur. 2021), którzy zajmują kolejno szóste i siódme miejsce w linii sukcesji do brytyjskiego tronu. Po ślubie z Henrykiem wstąpiła do brytyjskiej rodziny królewskiej i otrzymała tytuły: Jej Królewskiej Wysokości Księżnej Sussexu, Hrabiny Dumbarton i Baronowej Kilkeel.
8 stycznia 2020 wraz z mężem publicznie oświadczyła o intencji zrezygnowania z pełnienia oficjalnych funkcji w rodzinie królewskiej; zakończyła ich sprawowanie 31 marca 2020.
Zaangażowana jest w działalność publiczną i charytatywną. Do marca 2020 reprezentowała królową Elżbietę II w oficjalnych wystąpieniach i patronowała wybranym organizacjom. Jej aktywności związane są głównie z walką o prawa kobiet, ochroną środowiska oraz wspieraniem aktorstwa.

## Życiorys

### Rodzina i wykształcenie
Urodziła się 4 sierpnia 1981 w szpitalu West Park w Canoga Park w Los Angeles. Jej rodzicami są Doria Loyce Ragland oraz Thomas Wayne Markle, którzy poznali się na planie serialu Szpital miejski. Jej matka jest Afroamerykanką, a ojciec ma pochodzenie holendersko-irlandzkie. Jej matka jest terapeutką oraz instruktorką jogi; jej rodzicami byli Jeanette Arnold i Alvin Ragland. Ojciec Meghan jest operatorem filmowym; współpracował przy serialu Świat według Bundych, a w 2011 otrzymał nagrodę Emmy za wybitne osiągnięcia w swojej dziedzinie. Rodzice Meghan wzięli ślub 23 grudnia 1979, jednak rozstali się, gdy ich córka miała dwa lata. Po rozwodzie rodziców Meghan pozostawała pod opieką matki, a z ojcem widywała się w weekendy w jego domu przy Vista Del Mar Avenue nieopodal Hollywood Boulevard. Z małżeństwa ojca z Roslyn Loveless ma starsze przyrodnie rodzeństwo: siostrę Samanthę Grant (ur. 1964) i brata Thomasa Markle’a juniora (ur. 1966). Nie utrzymuje jednak z nimi kontaktu. Z samym ojcem miała bardzo bliskie relacje.
Rodzina jej ojca wywodzi się od XIV-wiecznego króla Anglii Edwarda III Plantageneta i jego trzeciego syna Lionela z Antwerpii, który z małżeństwa z hrabiną Ulsteru Elisabeth de Burgh miał córkę Filipę Plantagenet, żonę hrabiego Edmunda Mortimera. Ich córka Elisabeth Mortimer z małżeństwa z rycerzem Henrym Percy (bohaterem sztuki Williama Szekspira Henryk IV) miała córkę Elisabeth Percy, żonę lorda Johna Clifforda. Urodzona z tego małżeństwa Mary Clifford wyszła za rycerza Filipa Wentwortha i miała z nim córkę Elisabeth. Mary Clifford i Filip Wentworth byli też przodkami księcia Henryka, męża Meghan Markle. Elisabeth Wentworth wyszła za Martina De La See i z nim miała m.in. córkę Joan, żonę Petera Hildyarda lorda Winestead. Ich córka (Isabel) wyszła za Roberta Legarda i miała z nim córkę Joan, żonę Richarda Skeppera. Urodzony z tego związku Edward Skepper ożenił się z Mary Robinson, a ich synem był pastor William Skepper, który w 1639 wyemigrował z rodziną do Nowej Anglii. Jego córka (Jane) wyszła za Abrahama Browne, a ich córka (również Jane) ze związku z Henrym Luntem miała córkę Jane, żonę Nataniela Drake’a. Urodzony z tego małżeństwa Abraham Drake ożenił się z Marthą Eaton, z którą miał córkę Marthę, żonę Johna Smitha. Ich syn, John Smith jr., miał ze związku z Mary Mudgett córkę Mary Smith, żonę Jacoba Lee Merrilla. Ich syn (George Dawid Merrill) z małżeństwa z Mary Bird miał córkę Gertrudę, żonę Fryderyka Sandersa. Pochodząca z tego małżeństwa Doris wyszła za Gordona Markle’a, z którym miała syna Thomasa.
Wychowywała się w zamożnym kalifornijskim przedmieściu Woodland Hills. W okresie szkolnym była wybitną i ambitną uczennicą. Uczyła się baletu i aktorstwa. Jako nastolatka brała udział w zjazdach Agape International Spiritual Centre, międzynarodowego centrum duchowego rozwoju. Po ukończeniu nauki w prywatnej szkole podstawowej Little Red Schoolhouse oraz katolickim gimnazjum i liceum dla dziewcząt w Los Feliz studiowała jednocześnie stosunki międzynarodowe i historię teatru na Uniwersytecie Północno-Zachodnim, którego absolwentką została w 2003.

### Kariera zawodowa
Jej pierwszą pracą było kaligrafowanie zaproszeń okazjonalnych w ekskluzywnym sklepie papierniczym „Paper Source” w Beverly Hills; jednymi z jej klientów byli piosenkarz Robin Thicke i aktorka Paula Patton, dla których w 2005 stworzyła zaproszenia ślubne. Na ostatnim roku studiów odbyła staż w ambasadzie amerykańskiej w Buenos Aires. Pracowała także jako opiekunka do dzieci i była hostessą w restauracji „Mirabelle” w West Hollywood. W okresie studiów była wolontariuszką w organizacji Kappa Kappa Gamma.

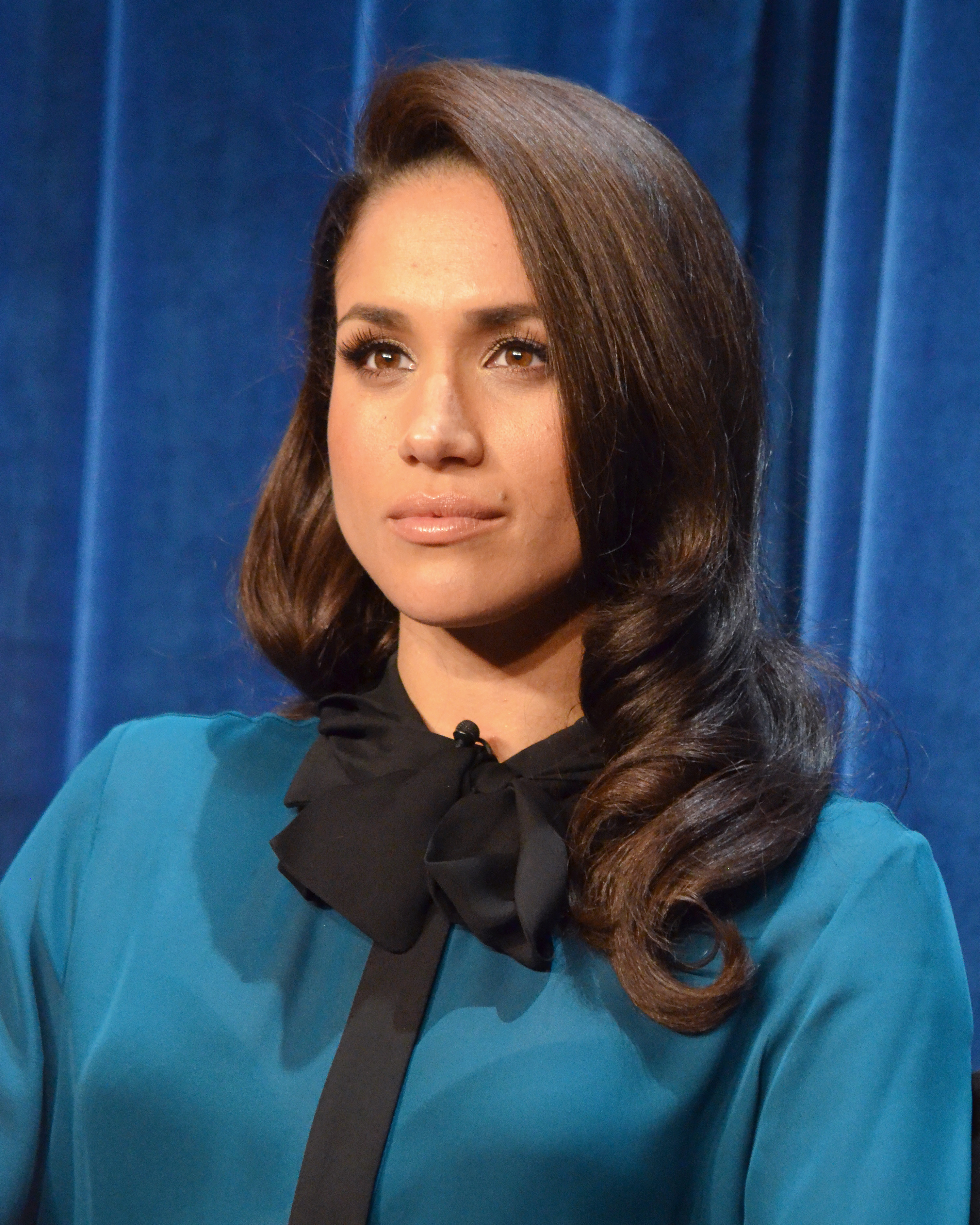
Markle podczas Paley Center for Media w Kalifornii (2013)

Często brała udział w szkolnych przedstawieniach, m.in. w Król Edyp, Annie, Damn Yankees i Tajemnice lasu. Aktorstwa uczyła ją Gigi Perreau. W 1999 wystąpiła w teledysku do piosenki Tori Amos „1000 Oceans”. Na szklanym ekranie zadebiutowała w 2002 epizodyczną rolą w serialu Szpital miejski, w którym wystąpiła u boku swojego ojca. Zagrała także epizod w serialu Century City (2004). Debiut filmowy zaliczyła epizodyczną rolą w filmie Zupełnie jak miłość (2005), następnie zagrała niewielką rolę w filmie Pajęczyna pozorów (2006). W latach 2006–2007 była jedną z hostess w teleturnieju Deal or No Deal? (NBC). Do 2010 zagrała epizodyczne role w serialach: Miłość z o.o, Domowy front, The Apostles, Good Behaviour, Fringe: Na granicy światów, CSI: Kryminalne zagadki Nowego Jorku, CSI: Kryminalne zagadki Miami, 90210 i Bez śladu, poza tym wystąpiła w telewizyjnej reklamie producenta chipsów i sosów Tostitos. W 2010 zagrała w dramacie Twój na zawsze z Robertem Pattinsonem oraz Emilie de Ravin, a w 2011 wystąpiła jako Jamie w filmie Szefowie wrogowie. W latach 2010–2012 anonimowo pisała blog The Working Actress, w którym opisywała losy aktorki pragnącej zaistnieć w Hollywood.
We wrześniu 2010 otrzymała jedną z głównych ról – ambitnej asystentki Rachel Zane marzącej o karierze prawniczej – w serialu W garniturach, którego emisja rozpoczęła się w 2011. Rola w serialu zapewniła jej ogólnokrajową rozpoznawalność, ona sama korzystała w tym okresie z usług firmy PR-owej „Kruger Cowne”, dzięki której pojawiała się w charakterze gościa na imprezach celebryckich oraz prelegentki na konferencjach lifestyle’owych. W 2014 założyła lifestyle’owy blog The Tig, który zamknęła w kwietniu 2017.
W listopadzie 2017 twórcy serialu W garniturach poinformowali o odejściu Markle wraz z końcem siódmego sezonu serialu, ponieważ aktorka nie przedłużyła kontraktu, na co miał wpływ jej uczuciowy związek z brytyjskim księciem Henrykiem.
We wrześniu 2018 premierę miała książka kucharska pt. Together: Our Community Cookbook, której pomysłodawczynią była Markle i do której księżna napisała wstęp; zbiór przepisów w ciągu kilku godzin od premiery stał się najczęściej kupowaną książką w serwisie Amazon i trafił na listę bestsellerów „The New York Timesa”, przekraczając sprzedaż 71 tys. egzemplarzy w pierwsze siedem tygodni po premierze. W 2019 redagowała wrześniowe wydanie magazynu „Vogue”, które zostało najszybciej sprzedającym się numerem w historii czasopisma.

## Życie prywatne

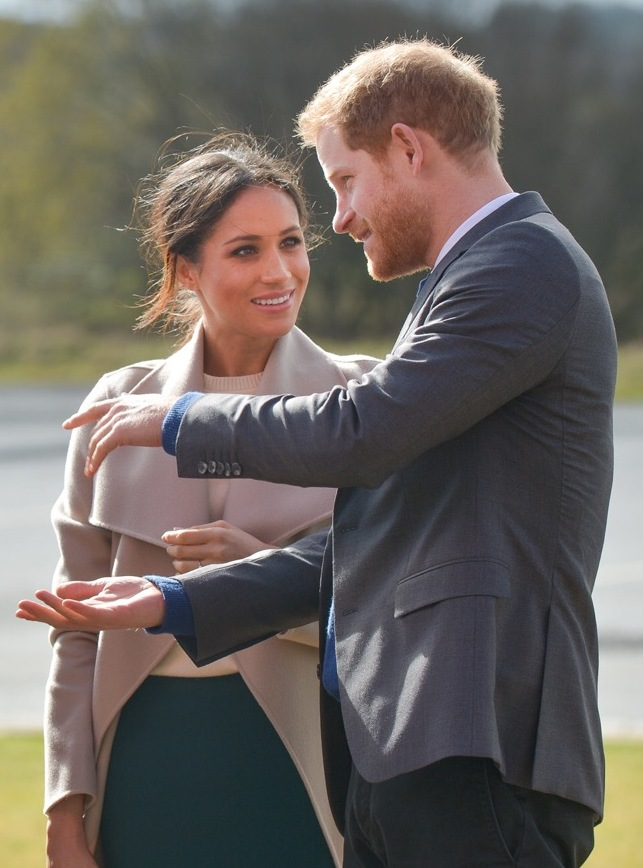
Meghan i książę Henryk podczas wizyty w Irlandii Północnej (2018)

W młodości spotykała się z Luisem Segurą, bejsbolistą Steve’em Leporem i aktorem Brettem Rylandem. W 2004 związała się z producentem filmowym Trevorem Engelsonem. 16 sierpnia 2011 wzięli ślub cywilny, a 10 września pobrali się na Jamajce. W 2013, po 15 miesiącach małżeństwa, rozstali się z powodu „różnic charakterów”, a ich rozwód orzeczono w marcu 2014. W latach 2014–2016 partnerem Markle był szef kuchni Cory Vitiello.
1 lipca 2016 podczas zaaranżowanej przez przyjaciół randki w ciemno poznała księcia Henryka. Para spotykała się w tajemnicy do 31 października 2016, kiedy to dziennik „The Sunday Express” poinformował o ich związku. Ogólnoświatowe media zaczęły opisywać nową partnerkę księcia, publikując przy tym wiele artykułów wykazujących rasizm i seksizm oraz przypominając m.in. erotyczne sceny Markle w serialu W garniturach. Fotoreporterzy próbowali dostać się do domu aktorki oraz kontaktowali się z osobami z jej otoczenia, by zdobyć kompromitujące ją materiały. 8 listopada 2016 Pałac Kensington wydał oświadczenie, w którym zaapelował o zaprzestanie prześladowania Markle, potwierdzając przy tym relację łączącą księcia i aktorkę. Pomimo to prasa publikowała kolejne szkalujące aktorkę materiały, m.in. rozmowy z przyrodnim rodzeństwem Markle, które nieprzychylnie wypowiadało się o siostrze.
Zainteresowanie Markle wzrosło na tyle, że była najczęściej wyszukiwaną aktorką w wyszukiwarce Google w 2016. 
We wrześniu 2017 znalazła się na okładce gazety „Vanity Fair”, a w wywiadzie dla magazynu przybliżyła swoją relację z księciem, zapewniając, że nadal jest tą samą osobą, nowy związek jej nie zmienił, a jedyne, co uległo zmianie, to postrzeganie jej przez ludzi. Pod koniec września tego samego roku pojawiła się z Henrykiem pierwszy raz publicznie podczas rozgrywek Invictus Games w Toronto.
4 listopada 2017 przyjęła oświadczyny Henryka. Biuro prasowe księcia ogłosiło zaręczyny 27 listopada 2017. Po zaręczynach przyszli małżonkowie zamieszkali w Pałacu Kensington, odbyli także oficjalną trasę objazdową po Anglii, Irlandii, Szkocji i Walii, na której Henryk przedstawiał obywatelom swoją narzeczoną. 6 marca 2018 Markle została ochrzczona w St. James’s Palace i tym samym wstąpiła do Kościoła Anglii. Ostatnie dni przed jej ślubem z Henrykiem zostały przyćmione przed medialne wystąpienia rodziny Markle, m.in. ojca, który nawiązał płatną współpracę z paparazzi oraz poinformował media o nieobecności na ślubie córki. 19 maja 2018 poślubiła Henryka podczas uroczystości na zamku w Windsorze. Jedyną reprezentantką jej rodziny na ślubie była matka, Doria Ragland. Z tytułu małżeństwa z księciem Sussexu od 19 maja 2018 przysługuje jej tytuł księżnej Sussex, hrabiny Dumbarton, baronowej Kilkeel (ang. The Duchess of Sussex, Countess of Dumbarton, Baroness Kilkeel). Po ślubie zamieszkała z Henrykiem w Nottingham Cottage, a później we Frogmore Cottage.
15 października 2018 Pałac Kensington ogłosił, że Henryk i Meghan spodziewają się dziecka. Syn pary – Archie Harrison – urodził się 6 maja 2019 o godz. 5:26 w Portland Hospital w Londynie. W lipcu 2020 Markle poroniła drugie dziecko. 4 czerwca 2021 urodziła córkę, Lilibet Dianę.
W październiku 2019 pozwała redakcję „Mail on Sunday” za naruszenie prywatności, złamanie zasad ochrony danych i naruszenia praw autorskich w związku z opublikowaniem fragmentów jej prywatnego listu, który napisała do ojca w sierpniu 2018. 8 stycznia 2020 wraz z mężem poinformowała o planowanej rezygnacji z pełnienia oficjalnych funkcji w rodzinie królewskiej; zakończyła ich sprawowanie 31 marca 2020. Wraz z rezygnacją z wyższej funkcji w rodzinie królewskiej zobowiązała się nie używać predykatu Jej Królewskiej Wysokości, jednak go nie utraciła. Po rezygnacji z funkcji zamieszkała z rodziną w Montecito, a w czasie pobytu w Wielkiej Brytanii rezydowali we Frogmore Cottage w Windsorze.

### Działalność społeczna

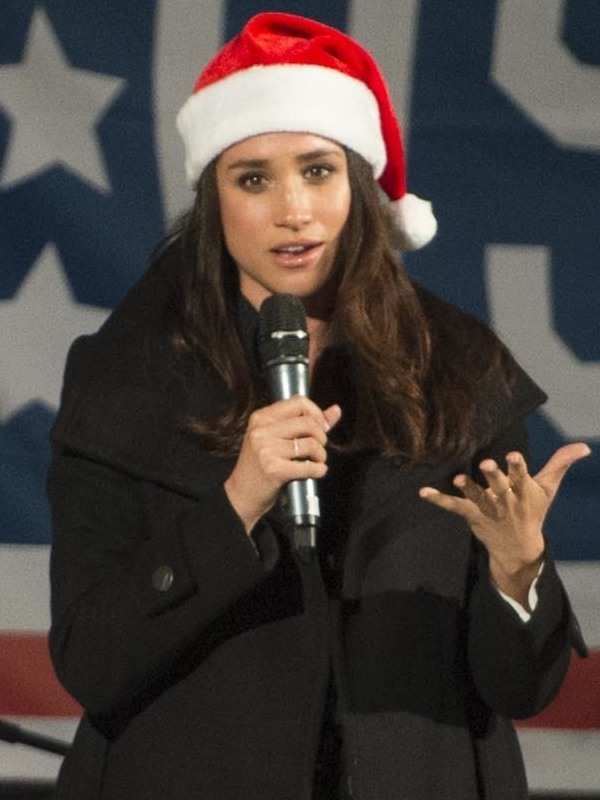
Markle podczas pokazu USO dla członków służby amerykańskiej stacjonujących w Naval Station Rota oraz ich rodzin (2014)

Gdy miała 11 lat wzięła udział w szkolnym projekcie, w ramach którego dzieci napisały listy do ówczesnej pierwszej damy Hillary Clinton, prawniczki broniącej praw kobiet Glorii Allred oraz prezenterki telewizji Nickelodeon Lindy Ellerbee, wyrażając niepokój – ich zdaniem – seksistowskim przesłaniem reklamy płynu do mycia naczyń, której hasło brzmiało: „Kobiety w całej Ameryce walczą z tłustymi garnkami i patelniami”. W tej sprawie Meghan udzieliła także wywiadu w programie emitowanym przez Nickelodeon. Firma produkująca środki czystości ostatecznie zmieniła hasło reklamy na: „Ludzie w całej Ameryce walczą z tłustymi garnkami i patelniami”. W okresie studenckim angażowała się w liczne akcje dobroczynne, m.in. wsparła projekt „Szklany Pantofelek” (zapewniający nastolatkom z ubogich rodzin sukienki na bal maturalny) oraz zorganizowała maraton tańca, by zebrać pieniądze na leczenie osób z chorobami nowotworowymi.
W 2014 odbyła wizytę w Afganistanie, gdzie z ramienia USL wsparła amerykańskich żołnierzy. Niedługo później została doradczynią młodzieżowej organizacji One Young World. W 2015 wraz z przedstawicielami ONZ odwiedziła obóz uchodźczy w Rwandzie. W 2016 została światową ambasadorką World Vision Canada, organizacji działającej na rzecz trwałych zmian w życiu dzieci, rodzin i społeczności w celu przezwyciężenia ubóstwa. W lutym 2016 udała się do Rwandy w celu promocji kampanii społecznej „Clean Water”, która uwypuklała problem braku dostępu do świeżej wody wśród mieszkańców tego kraju. W 2017 wraz z przedstawicielami ONZ udała się do New Delhi, gdzie dyskutowała o problemach z dostępem mieszkańców do ochrony zdrowia i edukacji.
Po ślubie z księciem Henrykiem dołączyła do organizacji dobroczynnej The Royal Foundation. W ramach książęcych obowiązków odbywała wizyty humanitarne i wolontaryjne w wielu krajach na świecie. W styczniu 2019 ogłosiła zaangażowanie w działalność Smart Works, organizacji wspierającej bezrobotne kobiety, z którą to wcześniej współpracowała jako wolontariuszka. W ramach współpracy z firmą m.in. stworzyła kolekcję garderoby kapsułkowej, a dochód z jej sprzedaży ubrań w sieci sklepów Marks & Spencer zasilił konto organizacji. Należy także do organizacji ONZ Kobiety. Wraz z Emmą Watson zaangażowała się w kampanię „HeForShe”, która ma zachęcać ludzi do walki o równość płci. Angażuje się także w tematykę postrzegania kobiet mieszanych ras. Jako księżna Susseksu patronowała organizacjom, m.in. Royal National Theatre i Stowarzyszeniu Uniwersytetów Wspólnoty Narodów oraz ośrodka opieki nad zwierzętami Mayhew. Została także wiceprezeską Queen’s Commonwealth Trust, organizacji skupiającej młodych liderów z krajów Wspólnoty Narodów i wspierającej finansowo ich działania.
Jesienią 2019 została narratorką w filmie dokumentalnym Disneynature Słoń (2020), a jej honorarium marka filmowa przekazała na rzecz organizacji dobroczynnej Elephants Without Borders.

## Filmografia
Opracowano na podstawie: IMDb:
| Rok       | Typ                  | Tytuł                                    | Rola                             |
| --------- | -------------------- | ---------------------------------------- | -------------------------------- |
| 2002      | Serial               | Szpital miejski                          | Jill                             |
| 2004      | Serial               | Century City                             | Natasha                          |
| 2005      | Serial               | Cuts                                     | Cori                             |
| 2005      | Film                 | Zupełnie jak miłość                      | Gorąca dziewczyna                |
| 2005      | Serial               | Miłość z o.o.                            | Teresa Santos                    |
| 2006      | Serial               | Domowy front                             | Susan                            |
| 2006      | Film TV              | Pajęczyna pozorów                        | Gwen                             |
| 2006      | Serial               | CSI: Kryminalne zagadki Nowego Jorku     | Veronica Perez                   |
| 2008      | Film TV              | Good Behavior                            | Sadie Valencia                   |
| 2008      | Serial               | 90210                                    | Wendy                            |
| 2008      | Serial               | Dopóki śmierć nas nie rozłączy           | Tara                             |
| 2008      | Film TV              | The Apostles                             | Kelly Calhoun                    |
| 2009      | Serial               | Nieustraszony                            | Annie Ortiz                      |
| 2009      | Serial               | Bez śladu                                | Holly Shepard                    |
| 2009      | Serial               | Fringe: Na granicy światów               | Junior FBI Agent Amy Jessup      |
| 2009      | Serial               | Wirtualna liga                           | Claudette                        |
| 2010      | Film                 | Twój na zawsze                           | Meghan                           |
| 2010      | Serial               | CSI: Kryminalne zagadki Miami            | Officer Leah Montoya             |
| 2010      | Film                 | Idol z piekła rodem                      | Tatiana                          |
| 2010      | Film krótkometrażowy | The Candidate                            | Kat                              |
| 2011      | Film TV              | The Boys and Girls Guide to Getting Down | Dana                             |
| 2011      | Film                 | Szefowie wrogowie                        | Jamie                            |
| 2011-2018 | Serial               | W garniturach                            | Rachel Zane                      |
| 2012      | Film                 | Dysfunctional Friends                    | Terry                            |
| 2012      | Serial               | Castle                                   | Charlotte Boyd / Śpiąca Królewna |
| 2013      | Miniserial           | Suits Webisodes                          | Rachel Zane                      |
| 2013      | Film                 | Random Encounters                        | Mindy                            |
| 2014      | Film TV              | When Sparks Fly                          | Amy Peterson                     |
| 2015      | Film                 | Anti-Social                              | Kirsten                          |
| 2016      | Film TV              | Dater’s Handbook                         | Cass                             |

## Tytuł
- Od 4 sierpnia 1981: Panna Rachel Meghan Markle (ang. Miss Rachel Meghan Markle).
- Od 19 maja 2018: Jej Królewska Wysokość Księżna Sussexu (ang. Her Royal Highness, The Duchess of Sussex).
- Pełny tytuł od 19 maja 2018: Jej Królewska Wysokość Księżna Henrykowa Karolowa Albertowa Dawidowa, Księżna Sussexu, Hrabina Dumbarton, Baronessa Kilkeel (ang. Her Royal Highness Princess Harry Charles Albert David, The Duchess of Sussex, The Countness of Dumbarton, The Baroness of Kilkeel).

## Meghan Markle w kulturze
Na początku 2017 roku przyrodnia siostra aktorki zadeklarowała, że pisze powieść o Markle, w której ujawni „jej prawdziwe oblicze” oraz udowodni, że aktorka od dawna planowała zostać żoną księcia Henryka. Książka miała się ukazać pod tytułem „The Diary of Princess Pushy’s Sister”, jednak nie podano dotychczas daty wydania.
We wrześniu 2017 roku potwierdzono, że kolejny film byłego męża aktorki ma opowiadać historię mężczyzny, który musi dzielić opiekę nad swoim dzieckiem po tym, jak jego była żona poślubiła brytyjskiego księcia. Para nie doczekała się potomstwa, jednak Engelson przyznał, że pomysł na historię powstał podczas rozmowy o tym, jak wyglądałoby jego życie, gdyby mieli dzieci i musiałby on dzielić się opieką z księciem Henrykiem.
Markle została sportretowana w serialu komediowym The Windsors, jej rolę odgrywała Kathryn Drysdale.